# Lobocleta martinicensis
Lobocleta martinicensis là một loài bướm đêm trong họ Geometridae.